# Ligne de Pornic à Paimbœuf
La ligne Pornic - Paimbœuf était une ligne de chemin de fer secondaire française à écartement métrique et à voie unique, située dans le département de la Loire-Inférieure. Elle fut exploitée par la Compagnie des chemins de fer du Morbihan, titulaire d'une concession accordée par le département.

## Présentation
Elle fut inaugurée le 20 août 1906, après trois ans de travaux, et desservait les stations balnéaires de la Côte de Jade entre Pornic et Paimbœuf, sur un parcours de 31,2 km (plus un embranchement de 1,6 km entre la Plaine-sur-Mer et Préfailles).
Cette ligne isolée du reste du réseau des Chemins de fer du Morbihan avait son dépôt situé à Paimbœuf.
Il était possible de rejoindre la gare des chemins du Morbihan à Saint-Nazaire en empruntant le bac qui traversait la Loire à Mindin.

### Les gares

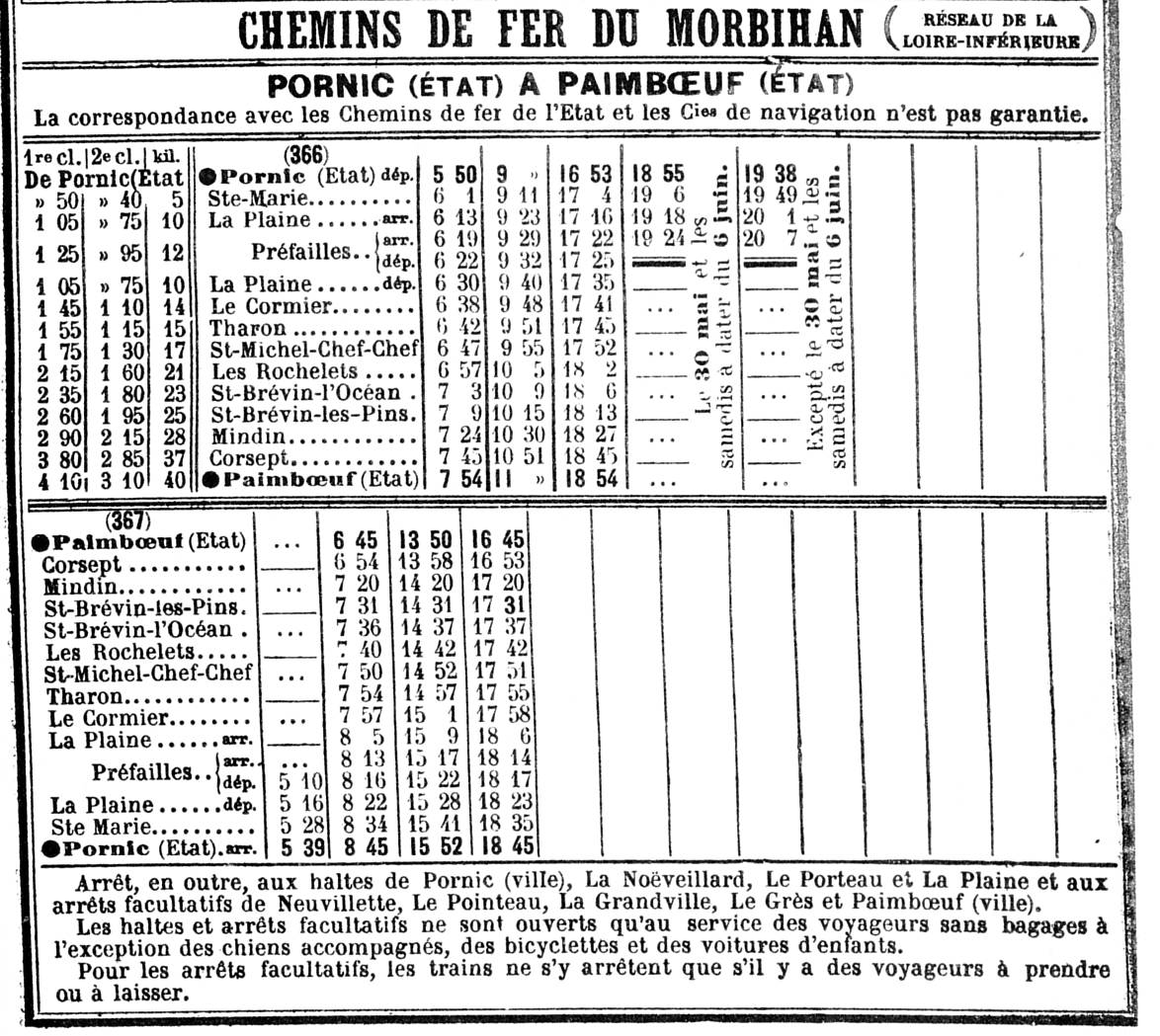
Horaires de la ligne Pornic - Paimbœuf et de l'embrainchement de La Plaine à Préfailles en mai 1914
Cliquer sur l'image pour l'agrandir

Les principales gares desservies étaient :

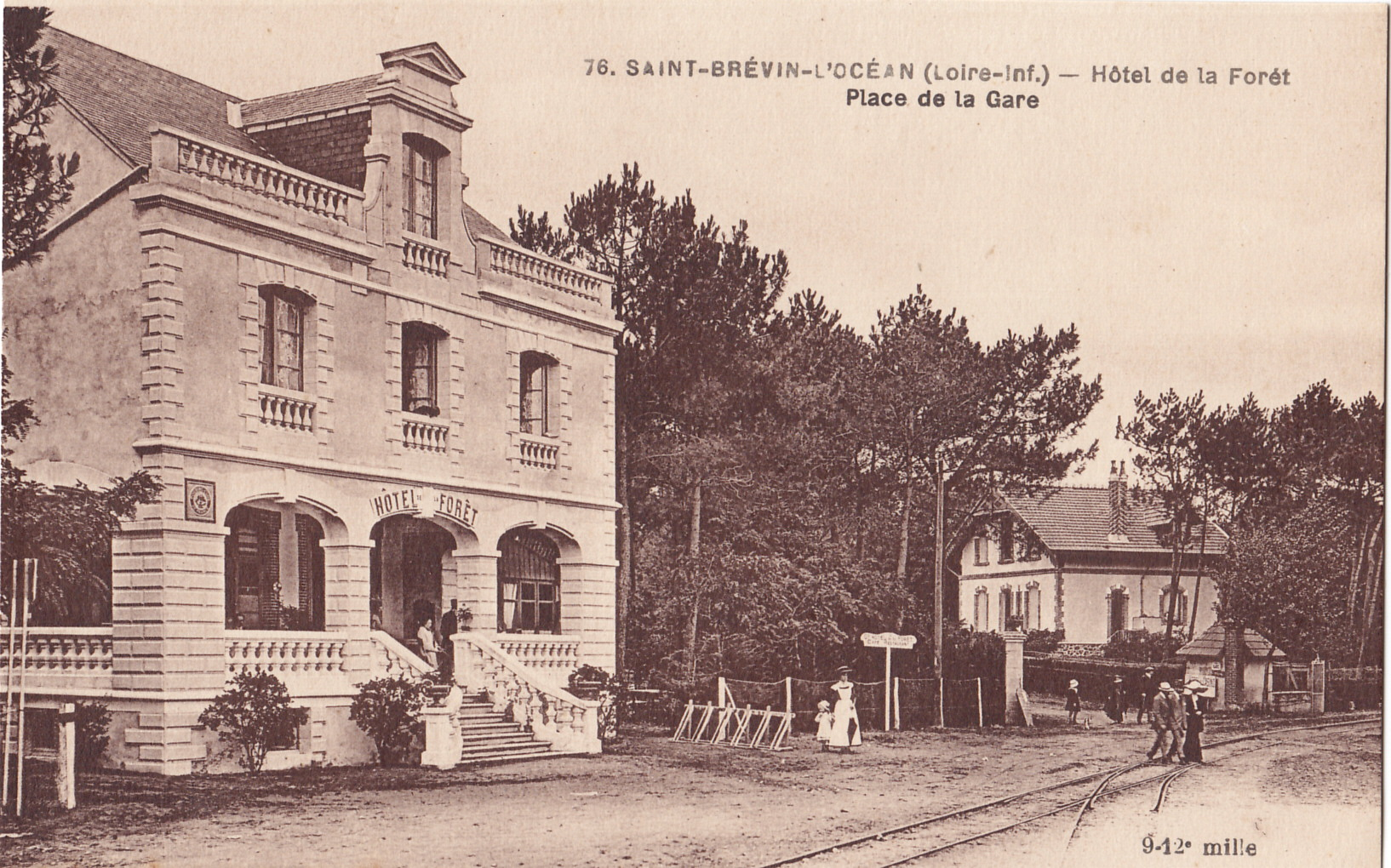
Hôtel de la Forêt et place de la gare de Saint-Brévin-l'Océan, au début du XX.

- Paimbœuf
- Corsept
- Mindin
- Saint-Brévin-les-Pins
- Saint-Brévin-l'Océan
- Les Rochelets (halte)
- La Maillardière (halte)
- Saint-Michel-Chef-Chef
- Tharon-Plage
- Le Cormier
- La Plaine-sur-Mer
- Préfailles
- Sainte-Marie-sur-Mer
- Pornic

### Les correspondances
Les têtes de lignes, Pornic et Paimbœuf, donnaient la possibilité de rejoindre Nantes par les lignes de la Compagnie des chemins de fer de l'État. Ainsi on pouvait rallier Pornic par la ligne venant de Sainte-Pazanne, tandis que Paimbœuf était également desservie par la ligne en provenance de Saint-Hilaire-de-Chaléons.
Les horaires de la compagnie avaient l'habitude d'indiquer ceux des passages des bacs de Donges à Paimbœuf et de Saint-Nazaire à Mindin. Il était également possible de rallier Nantes par bateau à partir de Paimbœuf.

## Exploitation et fermeture
La ligne fut exploitée par la compagnie des Chemins de fer du Morbihan durant les 32 années de son existence. Finalement, l'essor de l'automobile sonna le glas de celle-ci le 15 juin 1938. Un service d'autocars remplaça ce moyen de transport.

## Matériel Préservé
Les locomotives Pinguely no 101 et 103 qui circulaient sur le réseau du chemin de fer du Morbihan en Loire-Inferieure ont été miraculeusement préservées; la 101 au CFBS et la 103 sur le Train du Bas-Berry. Ces deux machines, du type lourd, sont toutefois restées cantonnées toute leur carrière sur la ligne Herbignac-Saint-Nazaire, au nord de la Loire, où elles assuraient la traction des trains ouvriers.

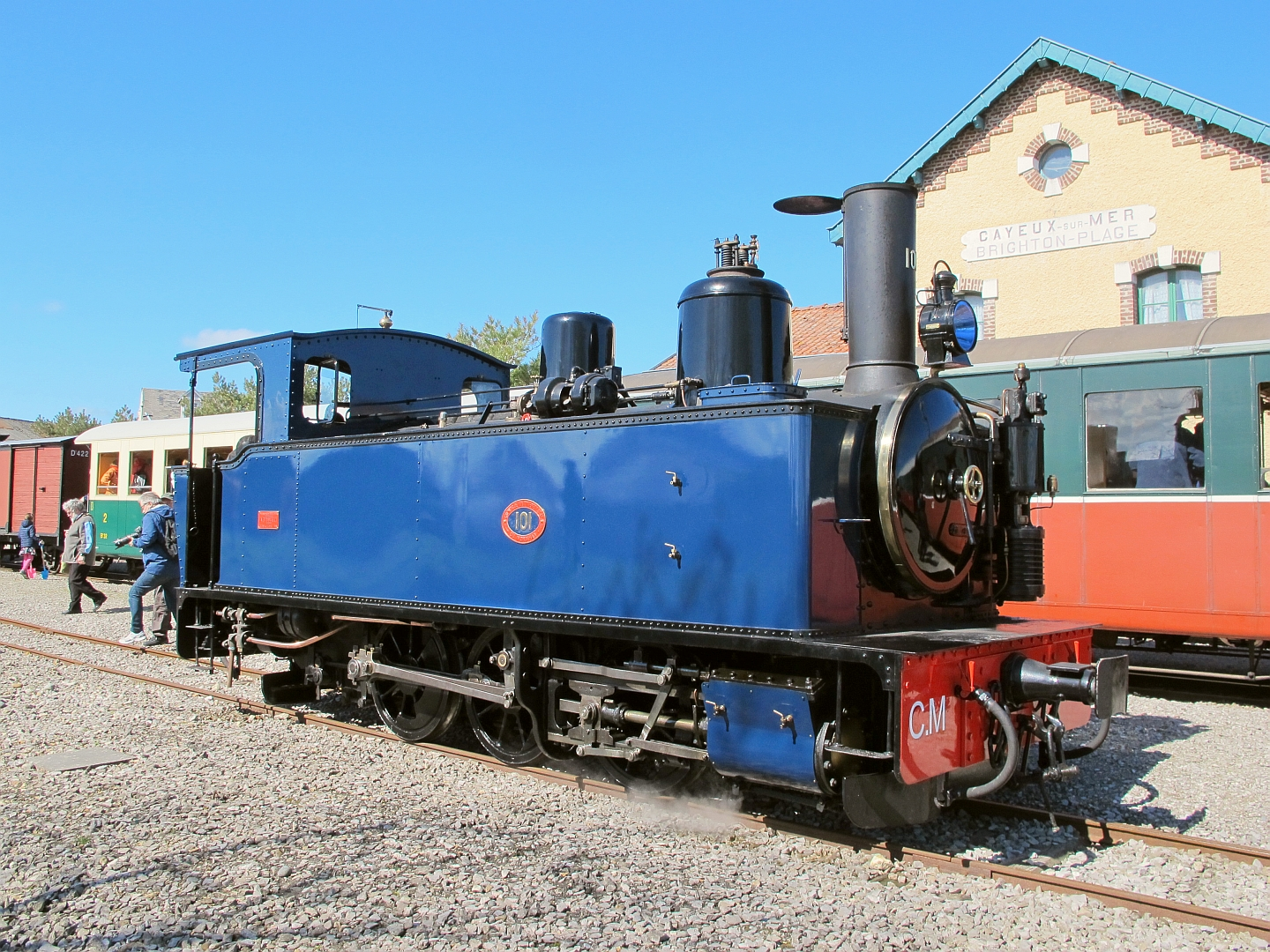
Locomotive Pinguely no 101 ex-chemins de fer du Morbihan, préservée en service au CFBS.
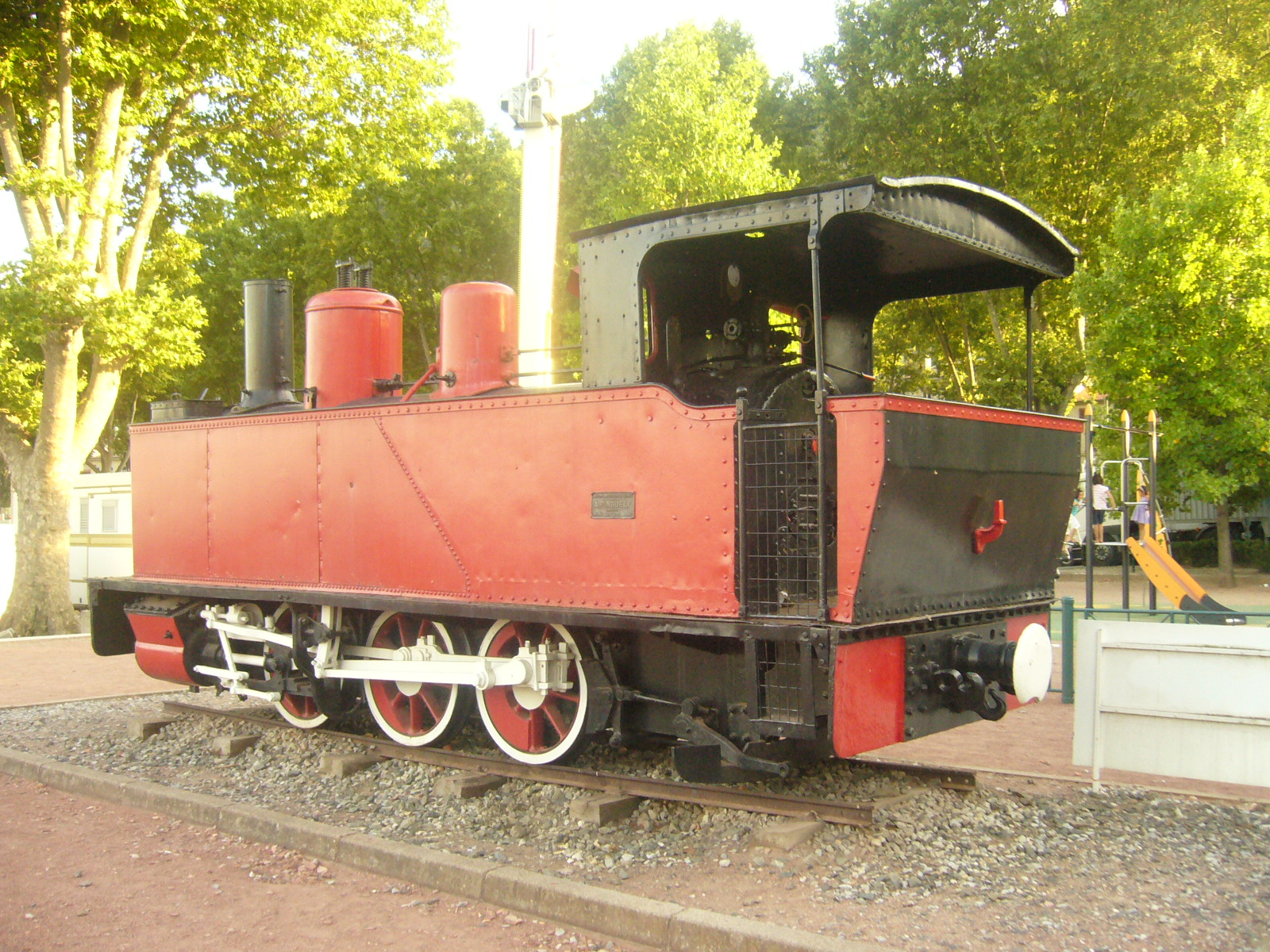
Locomotive no 103 ex-chemins de fer du Morbihan, en monument à Tournon en 2009.

## Vestiges
Il ne reste presque rien de cette époque, sinon en certains endroits un vestige de ballast transformé en sentier pédestre, et quelques anciennes haltes ayant échappé à la destruction. Il est à noter cependant que les bâtiments de l'ancien dépôt situé à Paimbœuf sont toujours visibles en bordure de la gare SNCF déclassée et il subsiste encore un bâtiment sur les emprises de la gare de Pornic. Le bâtiment voyageurs, ainsi qu'une remise sont toujours visibles à Préfailles : 47° 07′ 47″ N, 2° 12′ 46″ O